# COVID-19-Pandemie in Fidschi

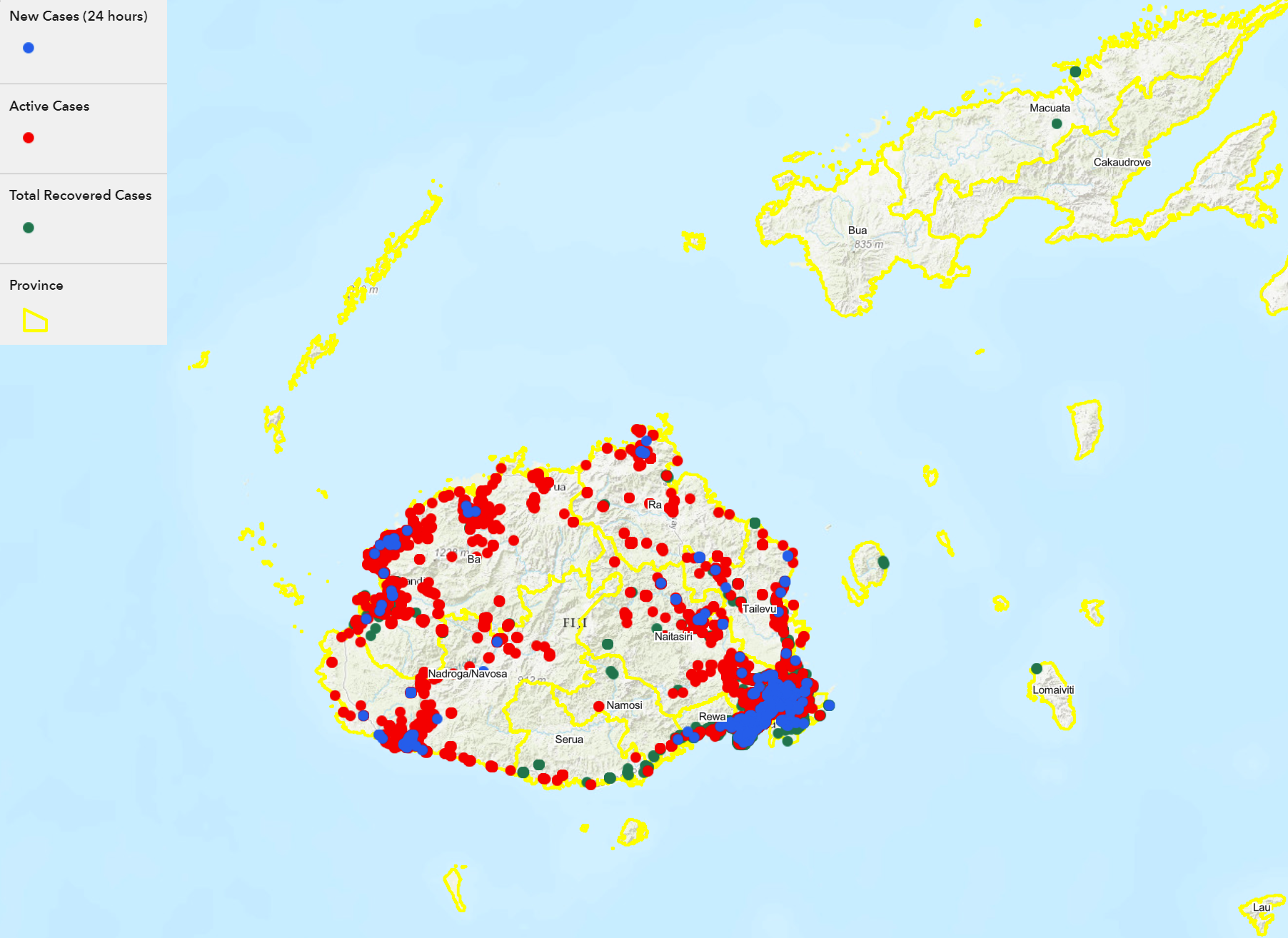
Bestätigte COVID-19-Fälle in Fidschi (Stand: 24. August 2021)

Die COVID-19-Pandemie tritt in Fidschi als Teil der weltweiten COVID-19-Pandemie auf, die im Dezember 2019 in China ihren Ausgang nahm. Die COVID-19-Pandemie betrifft die neuartige Erkrankung COVID-19. Diese wird durch das Virus SARS-CoV-2 aus der Gruppe der Coronaviridae verursacht und gehört in die Gruppe der Atemwegserkrankungen. Ab dem 11. März 2020 stufte die Weltgesundheitsorganisation (WHO) das Ausbruchsgeschehen des neuartigen Coronavirus als weltweite Pandemie ein.

## Verlauf
Am 19. März 2020 bestätigte Fidschi seinen ersten Infektionsfall. Zwei Tage später wurde der zweite Fall, der in Verbindung zum ersten Fall stand, bestätigt. Die Zahl der Infektionsfälle blieb im Jahr 2020 mit 49 Fällen relativ gering.
Zwischen Januar und März 2021 blieb die Zahl der Infektionen weiterhin niedrig. Bis zum 15. Januar 2021 konnten insgesamt 55 Fälle gemeldet werden. Bis zum 27. Februar 2021 lag die Zahl bei 55 Fällen und stieg bis zum 8. März 2021 auf 66 Fälle an; unter denen waren bereits 57 Menschen genesen und zwei verstorben.
Im April 2021 kam es zu einem schnellen Anstieg der Infektionszahlen, sodass für die Stadt Nadi ein Lockdown angeordnet wurde. Bis zum 30. April 2021 wurden 50 aktive Fälle gemeldet. Ende Mai 2021 stieg die Zahl der Infektionsfälle auf 438 mit 267 aktiven Fällen an. Unter denen waren 167 Menschen genesen und vier verstorben.
Bis Ende Juni 2021 stieg die Zahl der Infektionen auf 4.418 an; weiterhin gab es 3.503 aktive Fälle. Insgesamt waren 882 Menschen genesen und 21 verstorben.
Bis Ende Juli 2021 verschlechterte sich die Situation in Fidschi dramatisch. Insgesamt stieg die Zahl der Infektionen seit März 2020 auf 29.781 an mit einer aktiven Infektionszahl von 21.707. Dabei waren 7.706 bereits genesen und 238 verstorben.
Im August 2021 sank die Zahl der täglichen Infektionsfälle aufgrund von Maßnahmen des Gesundheitsministeriums zur Überwachung von Personen mit erhöhtem Infektionsrisiko, wobei vorher der Fokus des Ministeriums auf der Kontaktpersonennachverfolgung lag.
Am 12. September 2021 erreichte das Virus die Insel Beqa.

### Bestätigte Fälle

Bestätigte Infizierte in Fidschi nach Daten der WHO. Oben kumuliert, unten Tageswerte

### Todesfälle

Bestätigte Todesfälle in Fidschi nach Daten der WHO. Oben kumuliert, unten Tageswerte

## Statistik